# Martín Sansot
Martín Sansot (San Isidro, 16 de mayo de 1955) es un veterinario, presentador y exjugador argentino de rugby, que se desempeñaba como fullback. Representó a los Pumas de 1975 a 1983.
Sansot es considerado el mejor fullback que dio su país. Actualmente presenta Leyendas XV, programa del canal DeporTV.

## Selección nacional
Eduardo Poggi lo convocó al seleccionado para la gira a Francia 1975, allí le ganó la titularidad a Martín Alonso y debutó como titular contra Les Bleus, tenía 19 años. Su puesto fue indiscutible y con su retiro prematuro, Bernardo Miguens lo remplazó.
En 1976 participó de la agónica derrota 20–19 en el Cardiff Arms Park ante los Dragones rojos y del primer enfrentamiento contra los All Blacks. En 1979 jugó contra los Wallabies y en 1983 participó de la gira a Australia donde los Pumas vencieron por primera vez a su par, pero no disputó el test porque se lesionó contra los Queensland Reds días antes.

### Retirada
Se retiró del seleccionado con apenas 28 años, en junio de 1983 y con la victoria ante World XV, jugó 12 test matches y marcó 59 puntos. Cuatro años después Argentina fracasaría en la primera edición de la Copa del Mundo, con fullbacks inexpertos, y Sansot lamentaría su retirada anticipada.

## Sudamérica XV
En 1984 fue convocado a Sudamérica XV para una serie en la racista Sudáfrica, la cuarta histórica, contra los Springboks: quienes se encontraban prohibidos de participar por su política de apartheid. Sansot jugó ambos polémicos partidos contra la llamada Generación perdida de los Springboks: el hooker Uli Schmidt, el pilar Flippie van der Merwe, el segunda línea Burger Geldenhuys, el octavo Jannie Breedt, el apertura Naas Botha, el centro Danie Gerber, el wing Carel du Plessis y el fullback Johan Heunis, y les marcó un try.

## Estilo de juego
Es considerado el segundo mejor fullback argentino de la historia y fue uno de los dos, el otro es Hugo Porta, backs estrellas de su seleccionado en los años 1970. Un back adelantado al nivel de su país y de los mejores internacionales de su época, la Fundación Konex le otorgó el Diploma al Mérito en 1980.
Se desplegaba con elegancia e improvisación, brindaba una defensa confiable: fuerte en el tackle y seguro en el aire, ofrecía un poderoso ataque: muy ágil y rápido, además de poseer una excelente lectura de juego y un gran juego de pie. Sus compañeros lo recuerdan como el líder de la defensa, un hombre comprometido y humilde. Las críticas eran hacia su atenuada corpulencia y que su juego instintivo podía hacerle tomar riesgos innecesarios o provocar la pérdida del balón. El bajo peso característico y la endeble dureza física (nunca superó los 70 kg): limitaban la capacidad de quiebre, arriesgaban su juego aéreo y la eficacia para detener rivales fornidos.

## Palmarés
- Campeón del Torneo Sudamericano de 1977.
- Campeón del Campeonato Argentino de Rugby de 1975, 1976, 1977, 1978, 1979, 1980, 1981, 1982, 1983 y 1984.